# Washington Aires
Washington Osvaldo «Coco» Aires Borba (Montevideo, 10 de junio de 1962) es un exfutbolista y entrenador uruguayo nacionalizado ecuatoriano. Jugaba como delantero y jugó en 17 equipo a lo largo de su carrera. Es reconocido como uno de los mayores referentes extranjeros del futbol ecuatoriano y por anotar goles en diversos clubes de ese país.

## Trayectoria

### Como jugador
Este goleador charrúa debutó en 1981 con la camiseta del Club Atlético Cerro, luego le salió la oportunidad de jugar en ecuador, teniendo así su primera experiencia en el extranjero. Jugó para el Barcelona Sporting Club
donde salió campeón en 1987, luego pasó por Vasas Budapest SC de Hungría, y en Perú para Alianza Lima.
Es considerado uno de los máximos goleadores del Deportivo Quito, equipo con el que logró ser reconocido el cuarto mayor goleador del torneo en el año 1990 tras anotar 15 goles en total en el año y ser goleador del equipo, y en el Centro Deportivo Olmedo, donde también fue goleador del equipo.
Para el campeonato ecuatoriano de 1989 ficha por el Macará de Ambato, equipo en el que se vuelve un jugador "imprescindible". En 1992 juega por el CD Valdez. Posteriormente regresó al Deportivo Quito en el campeonato de 1996. Sumó más de 90 goles en su estadía en el fútbol ecuatoriano. En la primera mitad del año 1998 ficha por el Barcelona Sporting Club, equipo donde llegaría hasta la final de la libertadores en ese año, comandado por el técnico argentino Rubén Darío Insua, aunque juega pocos partidos de dicho campeonato.
En enero de 1999 firma un contracto de un año en la Portuguesa para la disputa del Campeonato Paulista y del Campeonato Brasileiro de la Série B, sin embargo deja el equipo en las semanas siguientes. En abril de ese año firmó en condición de libre con la Liga de Quito, donde saldría campeón a fin de año.
En febrero de 2000 retorna a Deportivo Quito, el club donde más se siente identificado. En su debut Washington marcó tres goles para darle la victoria a Deportivo Quito por 3 tantos contra 2 ante Emelec. Después de no haber llegado a un acuerdo con el club a medidados de 2001, el jugador dejó el club para recalar en Técnico Universitario.
Después ficharía por el Deportivo Quito, en cara a la temporada 2002.
En 2003 se confirmó su contratación al Manta FC, club con el cual logra anotar su gol 100 en su carrera. A mediados del 2003 Aires es confirmado como nuevo refuerzo del Universidad Católica de Quito. Aunque se había anunciado su retiro a fines de ese año, finalmente se integró a Talleres de Santo Domingo, en segunda división, donde definitivamente colgaría los botines.

### Como entrenador
A inicios de 2015 dirige al Deportivo Azogues de la ciudad de Cañar
, luego estuvo un tiempo dirigiendo al Racing de su país natal interinamente.

## Clubes
| Club                  | País    | Año       |
| --------------------- | ------- | --------- |
| Cerro                 | Uruguay | 1981-1985 |
| Barcelona SC          | Ecuador | 1986-1987 |
| Cerro                 | Uruguay | 1988      |
| Macará                | Ecuador | 1989      |
| Deportivo Quito       | Ecuador | 1990      |
| Vasas Budapest SC     | Hungría | 1991      |
| Deportivo Quito       | Ecuador | 1991      |
| Valdez                | Ecuador | 1992-1993 |
| Alianza Lima          | Perú    | 1993      |
| CD Olmedo             | Ecuador | 1994-1995 |
| Deportivo Quito       | Ecuador | 1996-1997 |
| Barcelona SC          | Ecuador | 1998      |
| Portuguesa            | Brasil  | 1999      |
| Liga de Quito         | Ecuador | 1999      |
| Deportivo Quito       | Ecuador | 2000-2001 |
| Técnico Universitario | Ecuador | 2001      |
| Deportivo Cuenca      | Ecuador | 2002      |
| Manta FC              | Ecuador | 2003      |
| Universidad Católica  | Ecuador | 2003      |

### Como entrenador
| Club                      | País    | Año         |
| ------------------------- | ------- | ----------- |
| Talleres de Santo Domingo | Ecuador | 2004 - 2005 |
| Deportivo Azogues         | Ecuador | 2015        |

## Palmarés

### Campeonato nacionales
| Título                      | Club          | País    | Año  |
| --------------------------- | ------------- | ------- | ---- |
| Primera División de Ecuador | Barcelona SC  | Ecuador | 1987 |
| Primera División de Ecuador | Liga de Quito | Ecuador | 1999 |